# Zdzisław Szczotkowski

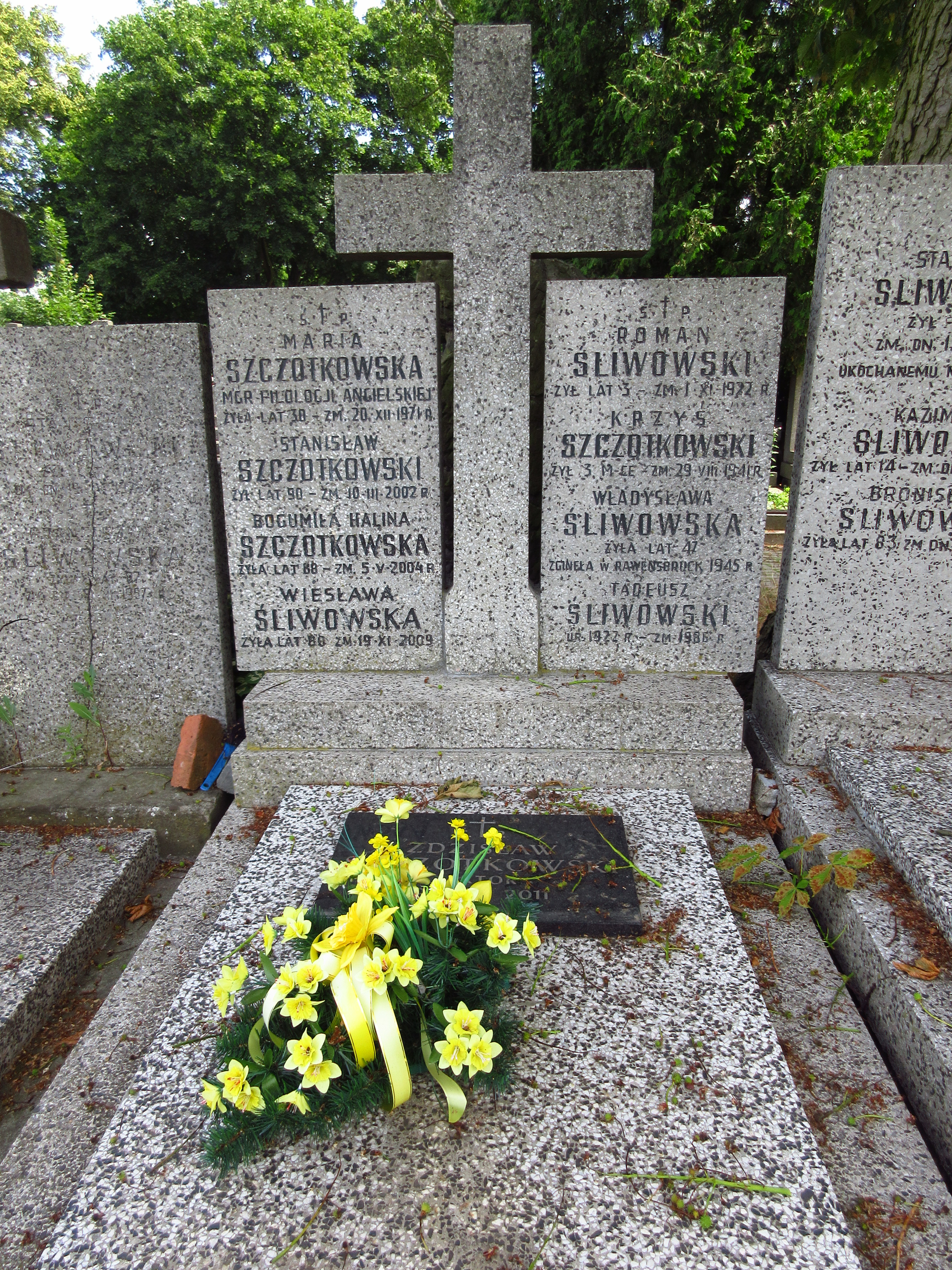
Grób Zdzisława Szczotkowskiego na cmentarzu Bródnowskim

Zdzisław Szczotkowski (ur. 1945, zm. 14 stycznia 2011) – polski lektor filmowy, radiowy i telewizyjny.
W latach 80. XX wieku był m.in. jednym z lektorów programu Sonda. W późniejszym okresie współpracował ze Studiem Eurocom i Master Film. Ostatnim filmem, który przeczytał, był dramat Nasza klasa z 2007 roku.
Zmarł w Warszawie w wieku 65 lat po ciężkiej chorobie. Pochowany na cmentarzu Bródnowskim (kwatera 76B-2-4).

## Wersje lektorskie
- 1970 – Złoto dla zuchwałych[3]
- 1973 – Wejście smoka – wydanie VHS Warner
- 1976 – Taksówkarz – emisja: TVN
- 1982 – Conan Barbarzyńca – Wydanie VHS firmy Guild Home Video
- 1982 – Mściciel z Hongkongu – emisja: TVN
- 1982 – Rocky III – emisja: TVN
- 1983 – Nigdy nie mów nigdy – wydanie DVD od firmy Demel
- 1984–1986 Robin z Sherwood – emisja: TVP
- 1985–1986 – Szagma albo zaginione światy
- 1986 – Być kobietą w Birkenau
- 1986 – Wielka draka w chińskiej dzielnicy – emisja: Polsat, TV4
- 1986 – Top Gun
- 1986–1988 Crime Story – emisja: RTL 7
- 1987 – Ukryty – wydanie VHS Guild Home Video
- 1989 – Wyścig Armatniej Kuli 3 – emisja: Tele 5
- 1990 – Hardware – emisja w telewizji nowej generacji „n”
- 1990 – Ptaszek na uwięzi – emisja: RTL 7
- 1990 – Powrót do przyszłości III – emisja: Canal+, RTL 7
- 1990 – Uwierz w ducha – emisja: Canal+
- 1991–1993 Żar Tropików – emisja: Tele 5
- 1993–1994 Cobra (serial) – emisja: Polsat
- 1993 – Nieuchwytny cel – emisja: RTL 7
- 1993 – Super Mario Bros – emisja: TVP
- 1993–1997 Nowe przygody Supermana – emisja: Polsat
- 1994 – Jeden z dziesięciu - emisja: Polonia 1
- 1994 – Buszujący w Bogu
- 1994 – Ghoulies IV – wydanie VHS Warner
- 1994 – Kickboxer IV – emisja: Polsat
- 1994 – Leon zawodowiec[4][3]
- 1994 – Strażnik czasu
- 1995 – Batman Forever – emisja: TVP1
- 1995 – Poprzez mur
- 1995 – Cztery pokoje – VHS[5][3]
- 1995 – Batman
- 1996 – Jedynie prawda jest ciekawa
- 1996 – Kosmiczne wojny / Beast Wars – emisja: Polsat
- 1996 – Mission Impossible[6][3]
- 1997 – Ciężar nieważkości
- 1997 – Retrospekcja
- 1997 – Kolekcjoner – VHS[7]
- 1997 – Witajcie w życiu
- 1998 – Czynnik PSI - emisja: Tele 5 / Polonia 1
- 1998 – Godzilla – VHS[8]
- 1998 – Joe Black / Meet Joe Black - wydanie DVD/VHS[9][10][11][3]
- 2000–2001 Sprawiedliwość na 18 kołach – emisja w AXN i Tele 5
- 2002 – CSI: Kryminalne zagadki Miami – emisja: HBO i AXN
- 2002 – Dzieciaki z klasy 402
- 2002 – Świat według Ludwiczka
- 2002 – Władcy ognia – VHS/DVD[11]
- 2003 – Magiczna gwiazda – postsynchrony
- 2004 – Gadżet i Gadżetinis
- 2004 – Dary zwycięskiej miłości. Misje i kultura
- 2004 – Zaczęło się pierwszego września...
- 2004 – Wojownicze Żółwie Ninja
- 2004 – Linia czasu – VHS[11]
- 2005 – Zabójcze umysły – emisja w AXN
- 2005 – Iron Man: Obrońca dobra
- 2005 – Doktor Who – emisja w stacji BBC Entertainment
- 2007 – Kowboju, do dzieła! – DVD[12][11]
- 2007 – Nasza klasa

## Audiobooki
- 2007 – Stary człowiek i morze[11]